# Contea di Koochiching
La contea di Koochiching in inglese Koochiching County è una contea dello Stato del Minnesota, negli Stati Uniti. La popolazione al censimento del 2000 era di 14 355 abitanti. Il capoluogo di contea è International Falls.

## Contee e distretti confinanti
- Distretto di Rainy River (Ontario, Canada) - nord
- Contea di St. Louis - est
- Contea di Itasca - sud
- Contea di Beltrami - ovest
- Contea di Lake of the Woods - nord-ovest

## Comuni

### Cities
- Big Falls
- International Falls (capoluogo)
- Littlefork
- Mizpah
- Northome
- Ranier